# Natalie Dreyfuss
Natalie Rachel Dreyfuss (* 25. Februar 1987) ist eine US-amerikanische Schauspielerin. Sie ist die Tochter von Lorin Dreyfuss und die Nichte von dessen Bruder Richard Dreyfuss sowie die Enkelin der 2000 verstorbenen Geraldine Dreyfuss.

## Leben und Karriere
Ihren ersten Auftritt im Film- und Fernsehgeschäft hatte die in Los Angeles aufgewachsene Tochter von Lorin Dreyfuss, dem verhältnismäßig weniger bekannten Bruder von Oscarpreisträger Richard Dreyfuss, bereits im Alter von knapp zwei Jahren. Damals wurde sie im 1989 veröffentlichten Film Alles auf Sieg, in dem, neben ihrem Onkel in der Hauptrolle, auch ihr Vater sowie ihre Großmutter eingesetzt wurden, mit einer kleinen Gastrolle belegt. Zu diesem Zeitpunkt schien sie im Gegensatz zu ihren anderen Familienmitgliedern nicht im Abspann des Filmes auf. Noch in jungen Jahren tat es die kleine Natalie ihren älteren Familienangehörigen gleich und stieg, anfangs noch in kleinen Produktionen, in die Schauspielerei ein. So genoss sie ihre Ausbildung unter anderem an The Rock School in Philadelphia, wo sie Ballettunterricht nahm und extensiven Tanzunterricht bekam. Weitere Stationen auf ihrem Weg zur Schauspielerin waren unter anderem das American Ballet Theatre in New York City, wo sie ebenfalls im Ballett ausgebildet wurde, sowie an der Joanne Baron/D.W. Browne School in Santa Monica, wo sie Schauspielerfahrung sammelte. Bei der Institution The Actors Spot in North Hollywood und The Berg Studios in Los Angeles erfuhr sie eine weitere professionelle Ausbildung. Die in Ballett, Disco, Hip-Hop, Line Dance, Tango, Modern, Salsa, Walzer, Ballroom, Club/Freestyle, Swing und Flamenco trainierte Dreyfuss wurde außerdem noch in der Stimmlage Sopran ausgebildet. Nachdem sie über zehn Jahre lang im Ballett aktiv gewesen war, musste sie ihre Karriere verletzungsbedingt vorzeitig beenden und widmete sich stattdessen der Schauspielerei. Während Dreyfuss zuvor noch im Jahre 2000 in einer unbekannten Anzahl an Folgen von Whatever zum Einsatz kam, kam sie im Laufe der Jahre zu keinen nennenswerten Film- oder Fernsehauftritten, wurde in der Zwischenzeit allerdings in verschiedenen Theaterproduktionen eingesetzt und kam erst ab den Jahren 2007/08 zurück auf den Bildschirm, als sie auch ihren eigentlichen Durchbruch feierte. Theaterauftritte, die sie im Laufe ihrer bisherigen Schauspielkarriere absolvierte, waren unter anderem in With or Without You am White Fire Theatre, in Diary of a Catholic School Dropout am 2003 gegründeten Avery Schreiber Theatre, sowie in den Stücken La Fille, Dornröschen und Schneewittchen im Conejo Valley Civic Center. Während sie im vorletzgenannten Stück die Rolle einer Fee übernahm, war sie Schneewittchen in der gleichnamigen Hauptrolle im Einsatz.
Daneben kann Dreyfuss im Laufe der Zeit auf zahlreiche Einsätze in Werbespots zurückblicken. Dabei war sie mitunter für Marken und Unternehmen Apple iPhone, McDonald’s, T-Mobile (Watching You), Peter Piper Pizza und Payless. Wie bereits zuvor erwähnt, kam Natalie Dreyfuss erst in den Jahren 2007 und 2008 zu ihrem eigentlichen Durchbruch. Dabei wurde sie 2007 unter anderem in jeweils einer Episode von Burn Notice und Life eingesetzt und kam zudem zu einem Gastauftritt im Kinofilm Das Vermächtnis des geheimen Buches. Außerdem war sie noch in mindestens zwei Folgen der vor allem für das Internet produzierten Serie Connected zu sehen, ehe sie es im darauffolgenden Jahr zu weiteren namhaften Einsätzen brachte. So war sie in diesem Jahr in den Haupt- bzw. eher Nebenrollen der Filme 33 Griffin Lane, Childless und The Nanny Express im Einsatz und brachte es in diesem Jahr auch noch auf einen Kurzauftritt in einer Episode der bereits langläufigen Fernsehserie The Shield – Gesetz der Gewalt. Des Weiteren schaffte sie es ab diesem Jahr als einer der Hauptcharaktere in den Cast von Rita Rockt, wo sie in allen 40 veröffentlichten Episoden als Hallie Clemens, der Tochter von Rita Clemens (gespielt von Nicole Sullivan) und Jay Clemens (Richard Ruccolo), zu sehen war. Obgleich die Serie bereits im Folgejahr abgesetzt wurde, war Dreyfuss auch noch im Musikvideo zu Kristy, Are You Doing Okay?, einer Single von The Offspring auf dem Jahre 2008 bzw. 2009 in der Hauptrolle im Einsatz. Beim Video führte Lex Halaby, der bereits mit zahlreichen namhaften Künstlern zusammengearbeitet hat, Regie. Nach den nur zeitweiligen Erfolgen mit Rita Rockt wurde sie erst 2010 wieder in anderen Produktionen eingesetzt und war dabei auch in einer Episode von Lie to Me zu sehen. Ein weiteres Engagement verzeichnete sie mit Glory Daze, wo sie seit 2010 in bereits sieben Episoden die Rolle der Julie, Jason Wilsons (Drew Seeley) Freundin, besetzt. In einem Interview sagte sie, dass sie zu ihrem berühmten Onkel keinen engen Kontakt habe, vor allem auch, da sie bei ihrer später alleinstehenden Mutter aufwuchs. Sie ist Mitglied der Screen Actors Guild.

## Filmografie (Auswahl)
Filmauftritte (auch Kurzauftritte)
- 1989: Alles auf Sieg (Let It Ride)
- 2007: Das Vermächtnis des geheimen Buches (National Treasure: Book of Secrets)
- 2008: 33 Griffin Lane
- 2008: Childless
- 2008: The Nanny Express
- 2009: Er steht einfach nicht auf Dich (He’s Just Not That Into You)
- 2012: Excision
- 2012: Smashed
- 2012: The First Date (Kurzfilm)
- 2019: The Dating List

Serienauftritte (auch Gast- und Kurzauftritte)
- 2000: Whatever (unbekannte Anzahl)
- 2007: Burn Notice (1 Episode)
- 2007: Life (1 Episode)
- 2007: Connected (mind. 2 Episoden)
- 2008: The Shield – Gesetz der Gewalt (The Shield) (1 Episode)
- 2008–2009: Rita Rockt (Rita Rocks) (40 Episoden)
- 2010: Lie to Me (1 Episode)
- 2010–2011: Glory Daze (7 Episoden)
- 2011: Weeds – Kleine Deals unter Nachbarn (Weeds) (1 Episode)
- 2012: New Girl (1 Episode)
- 2012: Dr. House (House) (1 Episode)
- 2014: 2 Broke Girls (Episode 4x02)
- 2014–2015: The Originals
- 2020–2023: The Flash (12 Episoden)

weitere Auftritte (Musikvideos etc.)
- 2009: Kristy, Are You Doing Okay? (The Offspring)